# Старухин, Виктор Константинович
Виктор Константинович Старухин (известен как Victor Starffin, 16 марта 1916 — 12 января 1957), также известный как «голубоглазый японец» (яп. 青い目の日本人 аоймэ но нихондзин) — японский бейсболист русского происхождения, стал первым питчером, одержавшим 300 побед в японской бейсбольной лиге. За свою 19-летнюю карьеру в бейсболе поставил множество рекордов, некоторые из них до сих пор не превзойдены. Свободно владел 3 языками — русским, японским, английским.
Являясь национальным героем в Японии и одним из лучших бейсболистов мира в XX веке, пользуясь уважением среди ценителей бейсбола в США, Виктор Старухин практически неизвестен на родине (вследствие «железного занавеса» и непопулярности бейсбола в России).

## Биография
Родился в Нижнем Тагиле Троице-Александровской волости, в зажиточной семье Константина Федотовича (ум. 1943) и Евдокии Федоровны Старухиных, которые владели лесопилкой. Был их четвёртым, но единственным выжившим ребёнком (старшие братья умерли во младенчестве).
В 1919 году с отступлением армии Колчака Старухины покинули Нижний Тагил и эмигрировали в Китай, Харбин. В 1929 году Виктор Старухин вместе с семьей переехал из Китая на Хоккайдо (Япония). Учился в школе города Асахикава (яп. 旭川市), там начал играть в бейсбол и благодаря прекрасным физическим данным — рост 193 и вес 104 кг — сразу же стал местной спортивной звездой.

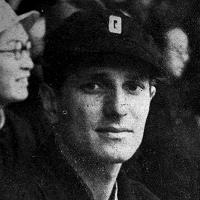

В это время в Японии был принят новый закон, запрещавший одновременно заниматься профессиональным спортом и получать высшее образование. Из-за этого Старухин думал завязать с профессиональным спортом ради поступления в университет Васэда.
В то же время у него возникло более крупное затруднение. Его отец — Константин Федотович — находился в японской тюрьме по обвинению в убийстве женщины, которая, как предполагается[кем?], была советской шпионкой в среде русских эмигрантов. Учитывая ещё и временные визы для иностранцев, по которым Старухины находились в Японии, ситуация для семьи стала очень тяжёлой. Тогда влиятельный японский газетный магнат Сёрики Мацутаро предложил Старухину решить его проблемы: либо он передумает, станет профессиональным бейсболистом и перейдёт в команду Мацутаро «Кьоджин», либо вся история с его отцом выйдет на первых полосах крупнейшей газеты страны «Ёмиури симбун», что наверняка обернётся большим сроком для отца, а Виктор Старухин с матерью будут депортированы из Японии. В случае согласия Мацутаро пообещал использовать своё влияние в судебных и полицейских инстанциях для того, чтобы отец спортсмена получил самый щадящий приговор. В итоге Старухин выбрал карьеру профессионального бейсболиста, а его отец благодаря Мацутаро получил минимальное наказание — всего 2 года заключения за непреднамеренное убийство. Осенью 1934 года, Старфин (так изменилась фамилия Старухина) вместе с национальной командой Японии отправился на выставочный матч в США. Как считается, американцы предложили ему остаться и играть в Америке, на что Старухин ответил отказом. Эта история с лояльностью своей команде позже принесла ему дополнительную популярность в Японии.
В японской лиге Старухин играл на позиции питчера и был лучшим в своём амплуа благодаря выдающимся физическим качествам — очень большому для Японии росту и выносливости. Дважды был признан лучшим игроком японской бейсбольной лиги в 1939 и 1940 годах. Вошёл в символическую сборную 1940 года.
Несмотря на спортивные достижения и славу, в 1940 году, в связи со Второй мировой войной, Старухин не только дважды получил отказ в получении японского гражданства, но и под давлением националистических настроений был вынужден изменить своё имя на японское — Суда Хироси (須田博). Тем не менее в 1944 году он был исключён из основного состава команды «Кёдзин». Без средств к существованию, в том же году вместе с женой и трёхлетним сыном он был вынужден переселиться в лагерь для интернированных в Каруидзава с другими иностранными дипломатами и жителями, где переболел острым плевритом.
После окончания войны Старухин попытался вернуться в свою старую команду, но встретил категорический отказ. В 1946 году благодаря своему старому менеджеру Садаёси Фудзимото вернулся в профессиональный бейсбол, сменив команду. В 1952 году был выбран в сборную всех звёзд Японии.
12 января 1957 года Старухин погиб, когда его автомобиль столкнулся с поездом. Точные обстоятельства инцидента не ясны до сих пор. Похоронен на кладбище Тама в Токио.

## Семья
В 1939 году Старухин женился на русской эмигрантке Елене. В 1941 году родился их первенец — сын Георгий. После пребывания в лагере Каруидзава, плеврита Старухина и финансовой неустроенности личная жизнь разладилась. При первой же возможности, предоставившейся в 1948 году в лице Александра Боловьёва, Елена подала на развод и уехала с Боловьёвым в США, оставив семилетнего сына Старухину.
Второй женой стала японка Куниэ в 1950 году, с которой они познакомились на Рождество в Русском клубе в Токио в 1948 году. Она заботилась о Георгии, а вскоре у них родились две дочери — Наталья Старффин Огата (小潟, японский журналист и диетолог, род. 1952) и Елизавета (стала проживать в США). После смерти мужа Куниэ трудилась на нескольких работах, чтобы прокормить семью.

## Память

#### В Японии
В 1960 году Старухин стал первым иностранцем, избранным в японский бейсбольный Зал Славы.
В 1979 году дочь Наталья написала об отце книгу на японском языке «Мечта и слава белого бейсбольного мяча». В 1985 году вышло второе издание книги.
В 1984 году в городе Асахикава (Хоккайдо) именем Старухина был назван бейсбольный стадион на 25 000 мест — Asahikawa Starffin Stadium (перед входом на трибуны установлен бронзовый памятник, а внутри находится небольшой музей памяти питчера).
В 1993 году в Японии вышла вторая книга про Старухина — «Великий питчер из России» (авторы Акира Накао и Юко Канадзава).
В 2004 году японская телекомпания Japan Television Workshop Co. Ltd. сняла отмеченный наградами фильм «Слава и крах питчера без гражданства Виктора Старухина».

#### В США
В 2005 году Виктор Старухин был включён в Энциклопедию международного бейсбола (англ. Diamonds around the Globe: The Encyclopedia of International Baseball).
В 2012 году Джон Берри опубликовал биографию Виктора Старухина — «Питчер-чужестранец: жизнь и эпоха Виктора Старффина» (англ. The Gaijin Pitcher: The Life and Times of Victor Starffin).

#### В России
В 1991 году в честь Виктора Старухина московский бейсбольный клуб «Кунцево» был переименован в бейсбольный клуб имени В. Старухина (с 1994 года после слияния с клубом «Русский Капитал» именуется «РусСтар»).
С 1991 года в память Старухина регулярно проводится бейсбольный турнир при поддержке спорткомитета Западного административного округа (ЗАО) г. Москвы.
В 2013 году после двух лет подготовительных работ (сбор материалов, контактов, съёмочная группа) был начат сбор средств на съёмки независимого российского фильма о Викторе Старухине с рабочим названием «Starffin. По ту сторону восхода». Премьера фильма 29-го августа 2022 года в рамках программы Международного Московского кинофестиваля. .

## Профессиональная карьера
| Год        | Команда  | Игры | W   | L   | IP     | K    | BB   | HR  | ERA  |
| ---------- | -------- | ---- | --- | --- | ------ | ---- | ---- | --- | ---- |
| 1936 лето  | Кёдзин   | 1    | 0   | 0   | 3.0    | 4    | 1    | 0   | 0.00 |
| 1936 осень | Кёдзин   | 3    | 1   | 2   | 21.0   | 19   | 7    | 0   | 3.00 |
| 1937 лето  | Кёдзин   | 25   | 13  | 4   | 147.1  | 92   | 58   | 1   | 1.53 |
| 1937 осень | Кёдзин   | 26   | 15  | 7   | 164.2  | 95   | 51   | 0   | 1.86 |
| 1938 лето  | Кёдзин   | 24   | 14  | 3   | 158.2  | 76   | 57   | 5   | 2.04 |
| 1938 осень | Кёдзин   | 24   | 19  | 2   | 197.2  | 146  | 59   | 0   | 1.05 |
| 1939       | Кёдзин   | 68   | 42  | 15  | 458.1  | 282  | 156  | 4   | 1.73 |
| 1940       | Кёдзин   | 55   | 38  | 12  | 436.0  | 245  | 145  | 3   | 0.97 |
| 1941       | Кёдзин   | 20   | 15  | 3   | 150.0  | 58   | 45   | 3   | 1.20 |
| 1942       | Кёдзин   | 40   | 26  | 8   | 306.1  | 110  | 119  | 3   | 1.12 |
| 1943       | Кёдзин   | 18   | 10  | 5   | 136.0  | 71   | 57   | 2   | 1.19 |
| 1944       | Кёдзин   | 7    | 6   | 0   | 66.0   | 27   | 23   | 0   | 0.68 |
| 1946       | Пасифик  | 5    | 1   | 1   | 31.2   | 11   | 16   | 1   | 1.99 |
| 1947       | Тайё     | 20   | 8   | 10  | 162.1  | 77   | 48   | 3   | 2.05 |
| 1948       | Кинсэй   | 37   | 17  | 13  | 298.1  | 138  | 80   | 6   | 2.17 |
| 1949       | Дайэй    | 52   | 27  | 17  | 376.0  | 163  | 69   | 24  | 2.61 |
| 1950       | Дайэй    | 35   | 11  | 15  | 234.1  | 86   | 48   | 21  | 3.96 |
| 1951       | Дайэй    | 14   | 6   | 6   | 100.2  | 47   | 22   | 5   | 2.68 |
| 1952       | Дайэй    | 24   | 8   | 10  | 150.1  | 44   | 43   | 9   | 3.05 |
| 1953       | Дайэй    | 26   | 11  | 9   | 201.2  | 61   | 42   | 11  | 2.68 |
| 1954       | Такахаси | 29   | 8   | 13  | 178.1  | 52   | 45   | 12  | 3.73 |
| 1955       | Tombow   | 33   | 7   | 21  | 196.2  | 56   | 30   | 9   | 3.89 |
| Total      | ―        | 586  | 303 | 176 | 4175.1 | 1960 | 1221 | 122 | 2.09 |

*Bold = lead league[уточнить]

## Книги
- Berry, John. «The Gaijin Pitcher: The Life and Times of Victor Starffin». United States: Createspace, 2010.09.13. SKU: 3027903. ISBN 9781452882192.
- Ogata, Natasha. «The Dream and the Glory of the White Ball». Tokyo: Obunsha, 1979. (яп.)
- Starhin, Natasha. «You can put the glory and dream in white ball — my father Victor Starhin story». Tokyo: Obunsha, 1985. ISBN 4010642904 [Japanese Import]
- Puff, Richard. «The Amazing Story of Victor Starffin». The National Pastime Magazine, volume 12 (1992), pp. 17-20. ISBN 091013748X.
- Nakao, Akira and Kanazawa, Yuko. «The Great Pitcher from Russia». Tokyo: PHP, 1993.
- Fitts, Robert K. «Banzai Babe Ruth: Baseball, Espionage, & Assassination During the 1934 Tour of Japan». United States: University of Nebraska Press, 2012. ISBN 978-0803229846. (страницы 196—200, 264—265)
- Bjarkman, Peter C. «Diamonds around the Globe: The Encyclopedia of International Baseball». United States: Greenwood, 2005. ISBN 978-0313322686. (страницы 137—138)